# Govert Boyen
Govert Boyen (Sint-Truiden, 7 maart 1977) is een voormalige Belgische voetballer. Tot 2010 was hij eerste doelman bij Excelsior Veldwezelt. Daarvoor kwam hij uit voor onder andere Antwerp FC, KVSK United Overpelt-Lommel, OH Leuven, FC Dordrecht en FC Verbroedering Geel-Meerhout.

## Statistieken

### Competitie
| seizoen    | club                           | land      | competitie      | wed. | basis | goals |
| ---------- | ------------------------------ | --------- | --------------- | ---- | ----- | ----- |
| 1997/98    | Sporting Hasselt               | België    | Vierde Klasse C | 0    | 0     | 0     |
| 1998/99    | KFC Diest                      | België    | Derde klasse B  | 0    | 0     | 0     |
| 1999/00    | KFC Diest                      | België    | Derde klasse B  | 0    | 0     | 0     |
| 2000/01    | Zwarte Duivels Oud-Heverlee    | België    | Derde klasse B  | 0    | 0     | 0     |
| 2001/02    | Zwarte Duivels Oud-Heverlee    | België    | Derde klasse B  | 30   | 30    | 0     |
| 2002/03    | Antwerp FC                     | België    | Eerste klasse   | 0    | 0     | 0     |
| 2003/04    | Antwerp FC                     | België    | Eerste klasse   | 5    | 5     | 0     |
| 2004/05    | KVSK United Overpelt-Lommel    | België    | Derde klasse B  | 30   | 30    | 0     |
| 2005/06    | KVSK United Overpelt-Lommel    | België    | Tweede klasse   | 34   | 34    | 0     |
| 2006/07    | KVSK United Overpelt-Lommel    | België    | Tweede klasse   | 34   | 34    | 0     |
| 2007/08    | Oud-Heverlee Leuven            | België    | Tweede klasse   | 16   | 16    | 0     |
| 2008/09    | FC Dordrecht                   | Nederland | Eerste divisie  | 20   | 20    | 0     |
| 2008/09    | FC Verbroedering Geel-Meerhout | België    | Vierde Klasse C | 2    | 2     | 0     |
| 2009/10    | Excelsior Veldwezelt           | België    | Derde Klasse B  | ?    | ?     | ?     |
| Bijgewerkt | 31-05-13                       |           |                 |      |       |       |

### Beker
| seizoen    | club                | land      | competitie       | wed. | basis | goals |
| ---------- | ------------------- | --------- | ---------------- | ---- | ----- | ----- |
| 2007/08    | Oud-Heverlee Leuven | België    | Beker van België | 3    | 3     | 0     |
| 2008/09    | FC Dordrecht        | Nederland | KNVB beker       | 2    | 2     | 0     |
| Bijgewerkt | 28-12-08            |           |                  |      |       |       |